# Eucalyptus platyphylla

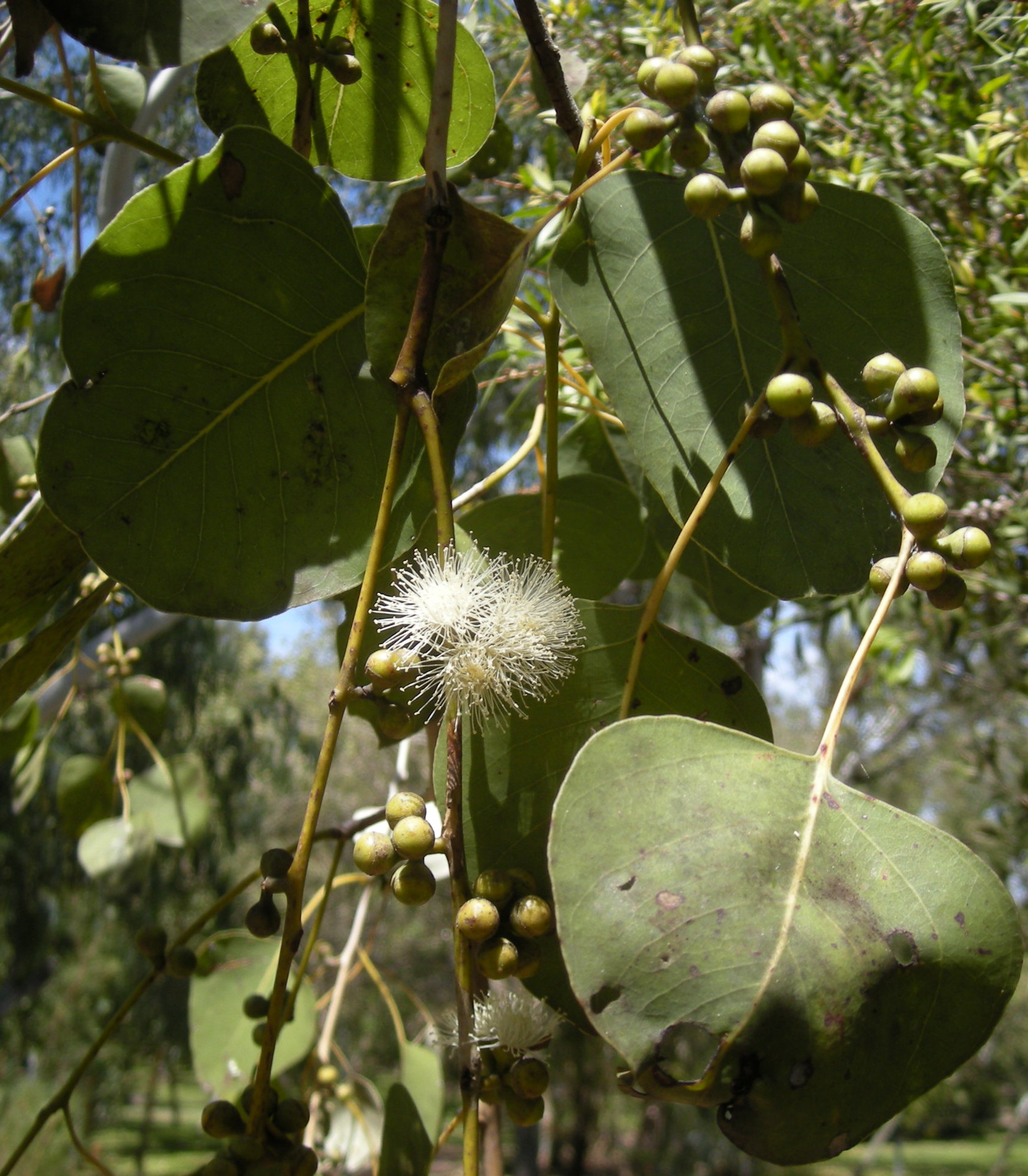
Blüten und Früchte

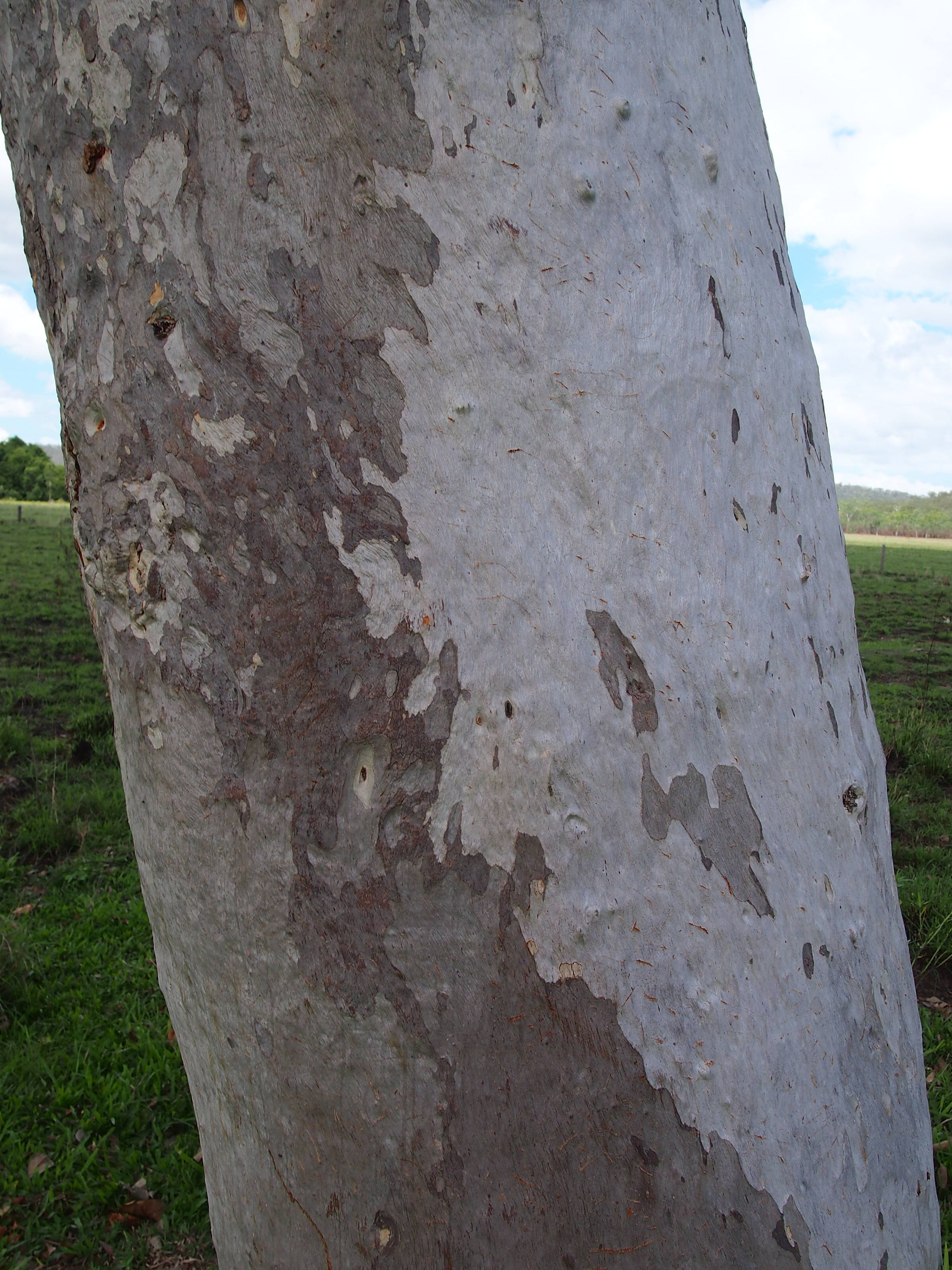
Rinde

Eucalyptus platyphylla ist eine Pflanzenart innerhalb der Familie der Myrtengewächse (Myrtaceae). Sie kommt im Osten und Nordosten von Queensland vor und wird dort  „Broad-leaved Poplar Gum“, „Poplar Gum“ oder „White Gum“ genannt.

## Beschreibung

### Erscheinungsbild und Blatt
Eucalyptus platyphylla wächst als Baum, der Wuchshöhen von 7 bis über 20 Meter und Brusthöhendurchmesser (DHL) von etwa 0,7 Meter erreicht. Die Borke verbleibt am gesamten Baum und ist an jungen Exemplaren weiß oder cremeweiß. Später wird sie lachs- oder orangefarben. Öldrüsen gibt es sowohl im Mark als auch in der Borke.
Bei Eucalyptus platyphylla liegt Heterophyllie vor. Die Laubblätter sind stets in Blattstiel und Blattspreite gegliedert. An jungen Exemplaren ist die matt grüne bis grau-grüne Blattspreite bei einer Länge von 20 bis 25 cm und einer Breite von 4,5 bis 7 cm ei- bis fast kreisförmig, oft auch delta- oder herzförmig. An mittelalten Exemplaren ist die Blattspreite bei einer Länge von 9 bis 16 cm und einer Breite von 5,0 bis 5,5 cm lanzettlich bis eiförmig, gerade, ganzrandig und matt grün. Die auf Ober- und Unterseite fast gleichfarbig matt grünen Blattspreiten an erwachsenen Exemplaren sind bei einer Länge von 11 bis 14 cm und einer Breite von 3 bis 5 cm lanzettlich, elliptisch oder kreisrund, relativ dünn, gerade, an der Spreitenbasis gerundet und besitzen ein stumpfes oder gerundetes oberes Ende. Die erhabenen Seitennerven gehen in einem spitzen vom Mittelnerv ab. Die Keimblätter (Kotyledone) sind verkehrt-nierenförmig.

### Blütenstand und Blüte
Seitenständig an einem 4 bis 14 mm langen und im Querschnitt stielrunden oder leicht vierkantigen Blütenstandsschaft stehen in einfachen Blütenstand drei bis sieben Blüten zusammen. Die Blütenstiele sind – soweit vorhanden – 1 bis 7 mm lang und kantig. Die Blütenknospen sind kugelig und nicht blaugrün bemehlt oder bereift. Die Kelchblätter bilden eine Calyptra, die früh abfällt. Die glatte Calyptra ist halbkugelig oder konisch, ein- bis dreimal so lang wie der glatte Blütenbecher (Hypanthium) und ebenso breit wie dieser. Die Blüten sind weiß oder cremeweiß.

### Frucht und Samen
Die meist gestielte Frucht ist halbkugelig oder spindelförmig und drei- bis vierfächrig. Der Diskus ist eingedrückt, die Fruchtfächer sind auf der Höhe des Randes. Die Samen sind länglich, kubisch oder pyramidenförmig mit gezahnten Kanten und grau-schwarz. 
Das Hilum befindet sich am oberen Ende.

## Vorkommen
Eucalyptus platyphylla kommt nur im Nordosten und Osten von Queensland, von Rockhampton im Süden bis zum Kap York im Norden, vor.
Eucalyptus platyphylla wächst in lichten Wäldern zusammen mit anderen Eukalyptusarten, am besten im Hügelland und nahe Wasserläufen.

## Taxonomie
Die Erstbeschreibung von Eucalyptus platyphylla erfolgte 1859 durch Ferdinand von Mueller unter dem Titel Monograph of the Eucallypti of tropical Australia im Journal of the Proceedings of the Linnean Society, Botany, Volume 3, S. 93. Das Typusmaterial weist die Beschriftung „In pascuis fertilibus ad flumen Burdekin. Sept.–Nov.“ auf. Das Artepitheton platyphylla ist von dem griechischen Wort platyphyllos für breitblättrig abgeleitet. Ein Synonym für Eucalyptus platyphylla F.Muell. sind Eucalyptus platyphylla F.Muell. var. platyphylla, Eucalyptus platyphylla var. tintinnans Blakely & Jacobs, Eucalyptus tintinnans (Blakely & Jacobs) L.A.S.Johnson & K.D.Hill.

## Nutzung
Das Kernholz von Eucalyptus platyphylla ist rosa-braun bis rotbraun, mittelhart und besitzt ein spezifisches Gewicht von 940 bis 1090 km/m³. Es dient gelegentlich als Feuerholz.